# Franca (miasto)
Franca – miasto w południowo-wschodniej Brazylii, w północno-wschodniej części stanu São Paulo. Około 358,5 tys. mieszkańców. 
W mieście rozwinął się przemysł obuwniczy, cukrowniczy, odzieżowy, meblarski oraz samochodowy. Ośrodek handlowy regionu uprawy kawowca, kukurydzy, trzciny cukrowej, hodowli bydła; lotnisko, uniwersytet, muzeum.
W mieście ma siedzibę klub piłkarski AA Francana.